# 吸血殭屍：驚情四百年
《吸血殭屍：驚情四百年》（英語：Bram Stoker's Dracula）是一部1992年首映的荷里活恐怖／浪漫電影，故事改編自布拉姆·斯托克的經典吸血鬼小說《德古拉》，但亦加回了一些史實元素入德古拉伯爵的背景當中。
電影由弗朗西斯·科波拉執導，基努·李維、薇諾娜·瑞德、安東尼·霍普金斯及蓋瑞·歐德曼等主演。

## 劇情
西元1462年，奧斯曼土耳其帝國入侵歐洲，並威脅整個基督教。 瓦拉幾亞大公弗拉德·德古拉伯爵（加里·奧德曼 飾）臨危受命徵討，在對抗奧斯曼帝國的戰役中獲勝歸來，不料就在他獲勝之時，城內謠言四起，盛傳他已戰死沙場。他心愛的妻子伊麗莎白（薇諾娜·瑞德 飾）在敵人謊報他的死亡後自殺了。羅馬尼亞東正教的一位牧師告訴他，他妻子的靈魂因自殺而被判入地獄。憤怒的弗拉德褻瀆了教堂並放棄了基督教的上帝，宣稱他將從墳墓中復活，用所有黑暗的力量為伊麗莎白報仇。然後他將劍刺入教堂的石十字架並喝下從十字架上湧出的鮮血，成為吸血鬼。
四百年後，故事輾轉到了1897年的倫敦，年輕律師喬納森（基努·李維飾）受命到羅馬尼亞特蘭斯瓦尼亞屬地的德古拉家族城堡去辦理這位貴族後裔在倫敦的地產手續。為此，他將與未婚妻——美麗的米娜（薇諾娜·瑞德 飾）分開。德古拉城堡的主角正是已化為吸血鬼的德古拉伯爵，他發現米娜與伊莉莎白驚人的相像，認為米娜是伊莉莎白的轉世再生。他決定找到米娜，找回那一份遺失了四百年的真愛。他將喬納森囚禁在城堡中，帶上成箱子的故鄉泥土：這是他力量的源泉，乘船一路呼風喚雨來到倫敦。倫敦因他的到來處於一種神秘的恐怖之中。而米娜總是在冥冥之中聽到一種心靈的神秘的召喚，在恐懼中又帶有一種強烈的嚮往…

## 演員
| 角色                  | 演员             | 配音官话 | 配音粤语 (TVB版本) |
| --------------------- | ---------------- | -------- | ------------------ |
| 乔纳森·哈克           | 基努·李維        |          | 陳欣               |
| 米娜/Elisabeta        | 薇諾娜·瑞德      |          | 鄭麗麗             |
| 亚伯拉罕·凡赫辛教授   | 安東尼·霍普金斯  |          | 張炳強             |
| 德古拉伯爵/弗拉德三世 | 蓋瑞·歐德曼      |          | 招世亮             |
| 杰克博士西沃德        | 李察·E·格蘭      |          |                    |
| 阿瑟霍尔姆木          | 卡利·艾域士      |          |                    |
| Quincey P.莫里斯      | 比利·坎貝爾      |          |                    |
| 露西·韋斯頓拉         | 珊迪·弗羅斯特    |          | 陸惠玲             |
| R. M. Renfield        | 湯·韋特斯        |          |                    |
| 德古拉的新娘1         | 蒙妮卡·貝露琪    |          |                    |
| 德古拉的新娘2         | Michaela Bercu   |          |                    |
| 德古拉的新娘3         | Florina Kendrick |          |                    |
| 霍金斯先生            | Jay Robinson     |          |                    |

## 反應

### 票房
此片相當賣座，在美國本土票房為$82,522,790，國際票房則為$133,339,902，即全球票房$215,862,692。這是《德古拉》改編作品中商業上最成功的版本。

### 獎項及榮譽
此片於第65屆奧斯卡金像獎中獲提名四個獎，包括最佳美術指導獎（Thomas E. Sanders及Garrett Lewis），亦於1993年頒獎典禮當晚贏了最佳服裝設計獎（石岡瑛子）、最佳音效剪接獎（Tom C. McCarthy及David E. Stone）及最佳化妝獎（Greg Cannom、Michèle Burke及Matthew W. Mungle）。

## 外部連結
- 互联网电影数据库（IMDb）上《吸血殭屍：驚情四百年》的资料（英文）
- TCM电影资料库上《吸血殭屍：驚情四百年》的资料（英文）
- AllMovie上《吸血殭屍：驚情四百年》的资料（英文）
- 爛番茄上《吸血殭屍：驚情四百年》的資料（英文）